# 1987年の相撲
1987年の相撲（1987ねんのすもう）は、1987年の相撲関係のできごとについて述べる。

## 大相撲

### できごと
- 2月、元小結大豊引退、荒汐襲名。年寄待乳山（増巳山）停年。
- 3月、元関脇魁輝引退、年寄高島襲名。高島(元前頭5枚目神幸)は廃業。
- 4月、年寄松ヶ根（元関脇羽嶋山）停年。元前頭2枚目嗣子鵬引退、若者頭に転向。
- 5月、5月場所7日目、昭和天皇観戦。場所後、北勝海の横綱推挙が決定。小錦の大関昇進も決まり、初の外国人大関が誕生した。尾車部屋が草加市で土俵開き。
- 6月、力士運動会が江東区猿江の東京瓦斯グラウンドで10年ぶりに行われた。元関脇金城（元栃光）廃業。前武蔵川理事長の協会葬。
- 7月、7月場所3日目、大関若嶋津引退、年寄松ヶ根襲名。
- 8月、元十両7枚目白岩が引退、若者頭に転向。元前頭3枚目藤ノ川の服部が廃業。
- 9月、元前頭6枚目蜂矢引退、年寄小野川襲名。9月場所後、大乃国の横綱推挙決定、旭富士が大関昇進。
- 10月、年寄湊川（元関脇玉ノ富士）が片男波部屋を継承。錣山親方（元小結若葉山）が停年。
- 11月、11月場所は4横綱皆勤となった。
- 12月、31日に（来春一月場所番付発表後）に横綱双羽黒光司が親方と対立して廃業、4横綱は1場所で解消となった。

## 本場所
- 一月場所（両国国技館・11日～25日）
幕内最高優勝 : 千代の富士貢（12勝3敗,20回目）
　殊勲賞-小錦、技能賞-益荒雄
十両優勝 : 栃纒勇光（10勝5敗）
- 三月場所（大阪府立体育会館・8日～22日）
幕内最高優勝 : 北勝海信芳（12勝3敗,2回目）
　殊勲賞-益荒雄、敢闘賞-栃乃和歌、技能賞-花乃湖
十両優勝 : 隆三杉貴士（13勝2敗）
- 五月場所（両国国技館・10日～24日）
幕内最高優勝 : 大乃国康（15戦全勝,初）
　殊勲賞-益荒雄、敢闘賞-小錦、技能賞-旭富士
十両優勝 : 大乃花武虎（11勝4敗）
- 七月場所（愛知県体育館・5日～19日）
幕内最高優勝 : 千代の富士貢（14勝1敗,21回目）
　殊勲賞-栃乃和歌、敢闘賞-出羽の花、技能賞-旭富士
十両優勝 : 舛田山靖仁（11勝4敗）
- 九月場所（両国国技館・13日～27日）
幕内最高優勝 : 北勝海信芳（14勝1敗,3回目）
　殊勲賞-逆鉾、敢闘賞-旭富士、技能賞-旭富士
十両優勝 : 大乃花武虎（13勝2敗）
- 十一月場所（福岡国際センター・8日～22日）
幕内最高優勝 : 千代の富士貢（15戦全勝,22回目）
　殊勲賞-逆鉾、技能賞-栃司
十両優勝 : 鳳凰倶往（12勝3敗）
- 年間最優秀力士賞：千代の富士貢（71勝15敗4休）
- 年間最多勝：北勝海信芳（72勝18敗）

## 誕生
- 2月18日 - 宝富士大輔（現役力士、所属：伊勢ヶ濱部屋）[1]
- 2月23日 - 臥牙丸勝（最高位：小結、所属：木瀬部屋→北の湖部屋→木瀬部屋）[2]
- 3月9日 - 栃煌山雄一郎（最高位：関脇、所属：春日野部屋、年寄：清見潟）[3]
- 4月19日 - 富士東和佳（現役力士、所属：玉ノ井部屋）[4]
- 4月23日 - 栃飛龍幸也（最高位：十両7枚目、所属：春日野部屋）[5]
- 5月11日 - 佐田の海貴士（現役力士、所属：境川部屋）[6]
- 5月12日 - 東龍強（最高位：前頭11枚目、所属：玉ノ井部屋）[7][8]
- 9月17日 - 千代桜右京（最高位：十両11枚目、所属：九重部屋）[9]
- 10月13日 - 栃ノ心剛史（最高位：大関、所属：春日野部屋）[10]

## 死去
- 1月22日 - 相模川佶延（最高位：関脇、所属：春日野部屋、* 1917年【大正6年】）[11]
- 3月26日 - 大ノ浦一廣（最高位：前頭16枚目、所属：二所ノ関部屋→芝田山部屋→花籠部屋、* 1925年【大正14年】）[12]
- 4月29日 - 常ノ山勝正（最高位：前頭2枚目、所属：出羽海部屋、* 1925年【大正14年】）[13]
- 5月30日 - 出羽ノ花國市（最高位：前頭筆頭、所属：出羽海部屋、第4代日本相撲協会理事長、* 1909年【明治42年】）[14]
- 9月27日 - 玉乃海太三郎（最高位：関脇、所属：二所ノ関部屋、年寄：片男波、* 1923年【大正12年】）[15]
- 10月15日 - 2代式守伊三郎（三役格行司（現役没）、所属：時津風部屋、* 1925年【大正14年】）
- 12月18日 - 錦城山勇吉（最高位：前頭2枚目（大阪大関）、所属：小野川部屋、* 1902年【明治35年】）[16]

## 作品
- つっぱり大相撲（テクモ） - 相撲を題材とした初の家庭用ゲーム。9月18日発売。

## その他
- 能美中学校相撲大会1年生の部で松井秀喜（根上中）が優勝[17]。